# Plenty
Plenty è un film drammatico diretto nel 1985 da Fred Schepisi.

## Trama
Susan Traherne è una giovane inglese la cui vita è segnata dall'esperienza come partigiana in Francia durante la seconda guerra mondiale. La donna è psicologicamente instabile e non si rassegna a lasciarsi alle spalle le emozioni della clandestinità militante: per questo ama la compagnia di Alice, coetanea scrittrice bohémienne, frequenta bettole proletarie e progetta di avere un figlio senza un uomo accanto. Individua in Mick, venditore ambulante, il partner da cui farsi mettere incinta, ma i vari tentativi si risolvono in un nulla di fatto. Susan accetta di sposare Raymond, un diplomatico britannico conosciuto a Bruxelles appena finito il conflitto. La vita matrimoniale dei due s'intreccia ai principali eventi dell'immediato dopoguerra, tra cui l'incoronazione della regina Elisabetta II e la crisi di Suez. Dopo un ricovero in clinica e un soggiorno in Giordania, Susan, tornata nel Regno Unito, lascia Raymond e l'opulenza (da cui il titolo Plenty) che il matrimonio le aveva garantito.